# Acionismo vienense

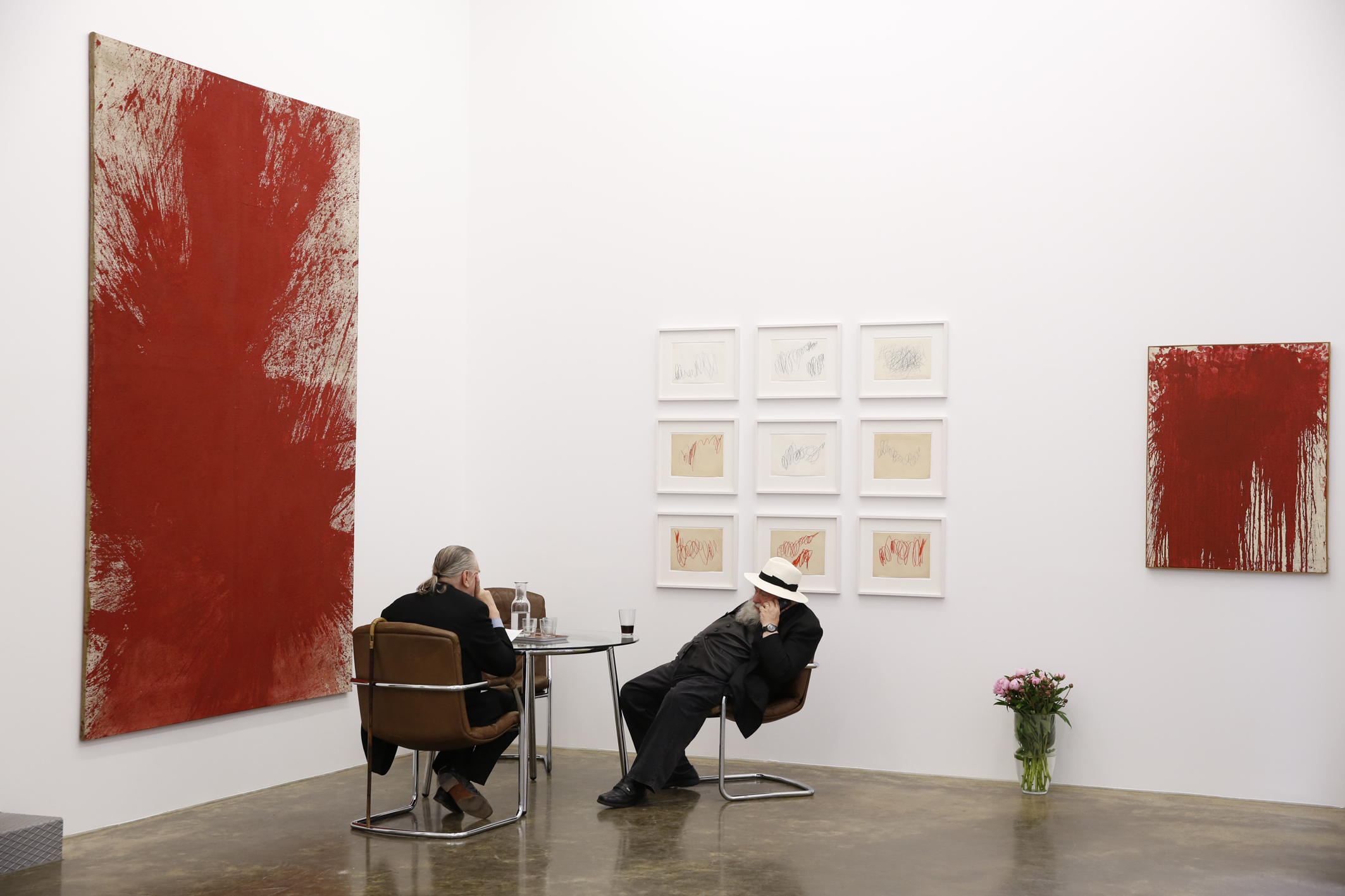
Precursores do acionismo vienense em conversa durante uma exposição retrospetiva atual.

O acionismo vienense (em alemão:  Wiener Aktionismus) é uma corrente artística do século XX, que se desenvolveu na Áustria na primeira metade da década de 1960. Pode considerar-se afim das experiências contemporâneas de happening e de performance art. Comparado com este último, porém, o accionismo vienense é muito menos conhecido, talvez porque é incapaz de suscitar reações por parte do público, que fica envergonhado e não demonstra solidariedade ou proteção mesmo quando os acionistas colocam as suas vidas em risco.
Entre os seus máximos representantes estão os artistas Günter Brus, Otto Muehl e Hermann Nitsch, e os menos conhecidos Rudolf Schwarzkogler e Abino Byrolle, que desenvolveram a maior parte das suas atividades acionistas entre 1960 e 1971.

## Temas
Comparativamente aos happenings e às performances, o acionismo vienense caracteriza-se pelo uso insistente de imagens e temas de natureza psicológica, sadomasoquista e autodestrutiva, inspirados por uma atitude irreverente, por vezes profanatória, generalizada em relação aos símbolos religiosos, às funções corporais e às práticas sexuais. Estes elementos levaram, sobretudo nos primeiros anos de atividade do grupo, a várias denúncias e condenações judiciais contra os seus membros. Em 1991, Otto Mühl foi condenado a 7 anos de prisão por "manipulação psíquica". Depois de cumprir a pena, mudou-se para uma pequena aldeia no Algarve, em Portugal, onde viveu até à sua morte, em 2013, aos 87 anos.
Na sua essência, a prática do acionismo significa a experiência de uma passagem progressiva, por parte de alguns pintores austríacos da mesma geração, do meio pictórico tradicional representado pela tela, pelos pincéis e pelas cores, para a utilização do próprio corpo e das próprias ações como elementos expressivos. A cor é transferida da superfície da tela para a do corpo humano e posteriormente substituída por sangue ou outros fluidos corporais, alimentos ou entranhas de animais, em ações que invadem o espaço envolvente, por vezes desarticuladas e imprevisíveis, por vezes planeadas ao pormenor. Tais acções podem roçar, como no caso de Hermann Nitsch, a encenação de ritos para-religiosos com fins terapêuticos e catárticos (com referências à liturgia cristã e à tragédia grega clássica) que duram dias inteiros e nos quais participam inúmeras pessoas, incorporando sem interrupções sensações eróticas e repugnantes (Nitsch define a sua obra como Orgien-Mysterien Theater, "Teatro de Orgias e Mistérios").